# Silvanus castaneus
Silvanus castaneus es una especie de coleóptero de la familia Silvanidae.

## Distribución geográfica
Habita en Regiones de Australasia y Florida.